# Wladimir Petrowitsch Meschtscherski

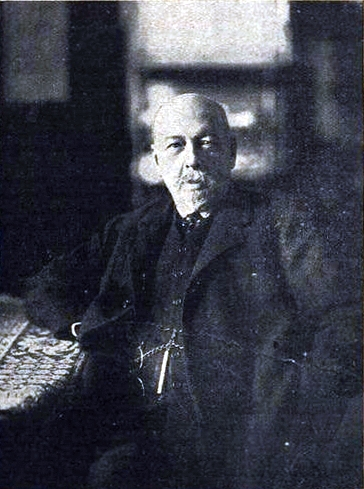
Fürst Wladimir Meschtscherski

Wladimir Petrowitsch Meschtscherski (russisch Владимир Петрович Мещерский; * 11. Januar 1839; † 23. Juli 1914) war ein russischer Journalist und Schriftsteller.

## Leben und Wirken
Meschtscherski entstammte dem Adelsgeschlecht Meschtscherski und war ein Enkel des Historikers und Schriftstellers Nikolai Michailowitsch Karamsin.
Meschtscherski war der Herausgeber der konservativ orientierten russischen Wochenzeitung Graschdanin (Гражданин – Der Bürger), die vom russischen Staat mit Zuschüssen gefördert wurde. Leo Trotzki zufolge war Meschtscherskis Blatt das einzige Presseerzeugnis, das Zar Nikolaus II. regelmäßig las und das Einfluss auf seine politischen Entscheidungen hatte.
Zu seinem Freundeskreis zählten Fjodor Dostojewski. Konstantin Pobedonoszew, Nikolai Strachow, Alexei Pissemski, Nikolai Leskow, Apollon Maikow, Jakow Polonski und Alexei Apuchtin. Meschtscherski war auch mit Pjotr Iljitsch Tschaikowski befreundet. Er galt als homosexuell, wurde allerdings von den Zaren Alexander III. und Nikolaus II. vor öffentlichen Skandalen und Verfolgung geschützt.